# Alter Realkatalog Berlin
Der Alte Realkatalog (ARK) der Staatsbibliothek zu Berlin erschließt deren Bestand an Druckschriften von 1501 bis zum Erscheinungsjahr 1955 mit ca. drei Millionen Titel nach inhaltlich-sachlichen Kriterien. Es handelt sich um einen Systematischen Katalog. Auch Bücher, die als Kriegsverlust des 2. Weltkriegs gelten, sind erfasst. Vorläufer waren die „Inventarien“ Friedrich Wilkens, begonnen 1818/19. Der Realkatalog wurde zwischen 1841 und 1881 entwickelt. Julius Schrader, naturwissenschaftlich ausgebildet und seit 1835 an der Bibliothek tätig, begann mit den Gebieten Zoologie und Botanik, der letzte Bereich war die Medizin.
Die Klassifikation spiegelt in Vielem den Kenntnisstand und die historischen Gegebenheiten ihrer Entstehungszeit im 19. Jahrhundert wider, bei den neueren Erweiterungen, den der Entstehungszeit (wie beim Katalog Technik Mitte des 20. Jahrhunderts). Die Abfolge der einzelnen Wissenschaftsdisziplinen entspricht der Reihenfolge der Universitätsfakultäten im Lektionskatalog: Theologie – Rechtswissenschaft – Medizin – Philosophie. Eine allgemeine Abteilung ist vorangestellt. Fächer, die zu Beginn des 19. Jahrhunderts an den Universitäten noch nicht gelehrt wurden, sind an passender Stelle eingeschoben. Für besondere Themen angelegte Sonderkataloge wurden inhaltlich verwandten Systematikteilen zugeordnet (z. B. die Kriegssammlungen der Geschichte). Später wurde der Katalog in einigen Bereichen erweitert, z. B. im Bereich der Technik.
Die Systematik dieses Sachkatalogs für den umfangreichsten historischen Druckschriftenbestand in einer deutschen Bibliothek ist vollständig aufbereitet, elektronisch erfasst und online zur Verfügung gestellt. Ab Januar 2017 ist die Online-Systematik des Alten Realkataloges mit über 225.000 Systemstellen vollständig verfügbar. 2021 erfolgte ein Relaunch des Online-Katalogs.